# Ищенко, Евгений Петрович (глава Волгограда)
Евгений Петрович Ищенко (род. 15 октября 1972, Волгоград) — российский предприниматель, политический и общественный деятель, Глава Волгограда (2003—2006).

## Биография
Родился 15 октября 1972 года в Волгограде, отец — полковник милиции, кандидат юридических наук, мать — инженер-технолог.
В 15 лет Евгений Ищенко приехал в Москву и поступил в физико-математический интернат имени А. Н. Колмогорова при Московском государственном университете, который окончил с отличием в 1989 году. В 1991—1993 годах обучался на физическом факультете Московского государственного университета.
В 1995 году окончил факультет управления городским хозяйством Академии управления им. С. Орджоникидзе. Согласно другим источникам, диплом этого вуза был куплен.

### Предпринимательская деятельность
В 1993 году вместе с двумя однокурсниками — Андреем Мельниченко и Михаилом Кузнецовым — организовал МДМ-банк. Работал заместителем председателя совета коммерческого банка «Московский кредит». Был заместителем председателя совета директоров МДМ-банка.
В 1993 году стал учредителем ТОО «Частное охранное предприятие „Арктур“» (Москва), руководителем АОЗТ «Амур» (Москва), а в 1994 году — соучредителем АОЗТ «Калорстройторг».
В сентябре 1997 года стал членом комиссии по проверке итогов аукционов по продаже акций АО «Связьинвест», АО «Норильский никель», АО «Сибнефть», АО «Тюменская нефтяная компания»; куратором проверки АО «Норильский никель».
С декабря 1997 по январь 1998 года — председатель наблюдательного совета АКБ «МДМ-банк».
В мае 2003 года заявил о том, что намерен продать принадлежащие ему 46,6 % акций Волгоградского речного порта. По сведениям «Коммерсанта», речь шла о 3,5-4 миллионах долларов. (Коммерсант, 15 мая 2003).
В феврале 2006 года журнал «Финанс» оценил состояние Ищенко в 70 миллионов долларов (413-е место в России).
Имеет личный самолёт «Challenger». (АиФ, № 51, 2005).

### Политическая деятельность
17 декабря 1995 года был избран депутатом Государственной Думы второго созыва от ЛДПР.
В 1996—1998 годах входил в теневой кабинет ЛДПР в качестве «заместителя председателя Центробанка». Был советником председателя ЛДПР Владимира Жириновского по экономическим вопросам.
На президентских выборах 1996 года был доверенным лицом В. Жириновского.
В феврале 1999 года был избран руководителем Волгоградского областного отделения ЛДПР.
В августе 1999 года заявил о намерении участвовать в выборах мэра города Волгограда в октябре 1999 года. В ходе предвыборной кампании произошёл скандал. Журналисты, сравнив программу Ищенко с программой Юрия Лебедева, баллотировавшегося в 1998 году на пост мэра Нижнего Новгорода (и победившего на выборах), выяснили, что программы совершенно идентичны. Выборы мэра 3 октября 1999 года проиграл. После скандала на выборах в Волгограде был вычеркнут из общефедерального списка ЛДПР, в составе которого намеревался баллотироваться в Государственную Думу третьего созыва.
19 декабря 1999 года был избран депутатом Государственной Думы РФ третьего созыва по Центральному одномандатному избирательному округу № 71 Волгоградской области как независимый кандидат.
В январе 2000 года зарегистрировался в депутатской группе «Народный депутат», был её членом до марта 2001 года. С 26 января 2000 года по 11 апреля 2001 года был заместителем председателя Комитета Государственной Думы по собственности, затем был членом Комитета.
22 ноября 2000 года вошёл в состав депутатского межфракционного объединения Государственной Думы «Деловая Россия».
20 марта 2001 года был исключён из депутатской группы «Народный депутат» Государственной Думы РФ.
23 мая 2001 года был введён в состав Комиссии ГД по защите прав инвесторов.
С августа 2001 года — председатель движения «Возрождение» (должность уступлена ему Валерием Скурлатовым).
В феврале 2002 года Ищенко создал и возглавил партию «Возрождение», созданную при участии группы «Русское возрождение», отколовшейся от «Русского национального единства». Партия, по словам Ищенко, исповедовала принципы «здорового русского национализма». В итоге летом 2002 года Ищенко не сумел зарегистрировать партию в Минюсте и к ноябрю «Возрождение» вошло в состав «Партии возрождения России» спикера Госдумы Геннадия Селезнёва.

### Деятельность на посту Главы Волгограда
Подготовка к следующим выборам Главы Волгограда прошла при необычайной активности Евгения Ищенко. Так, была опробована новая для Волгоградского региона технология — массовое распространение бесплатной обществено-политической газеты «Царицын-Сталинград-Волгоград „День за днём“».
1 июля 2003 года заявил о намерении баллотироваться на пост главы администрации Волгограда на выборах 14 сентября 2003.
14 сентября 2003 года избран мэром Волгограда, получив 39,06 % при явке в 33 %, ближайший соперник Владимир Горюнов — 29,31 %, против всех −8 %. То есть за него проголосовали чуть более 10 % населения. Выборы в 1 тур с нижним порогом явки 20 %.
Находился в плохих отношениях с полпредом президента в ЮФО генералом Виктором Казанцевым. В декабре 2003 года при посещении Волгограда Казанцев выразил неудовольствие широкополой американской шляпой мэра и его «неуставной бородой» (НГ, 2 декабря 2003).
6 октября 2004 года уведомил Избирком о намерении участвовать в губернаторских выборах, назначенных на 5 декабря 2004 года.
21 октября 2004 года интернет-издание «Новости Волгограда.ру» писало: «Новый мэр Волгограда Евгений Ищенко за всего год пребывания у власти побил все рекорды по количеству скандалов… Приобретение у самого себя "Мерседеса" за бюджетный счёт. Личный водитель — бывший уголовник, осуждённый за наркотики и убийство. Гражданская жена, пытающаяся освободить под собственный проект детский садик в центре города. Соответственно, гражданская тёща, подсаженная мэром Ищенко — гражданским зятем — на должность гендиректора МУП „Волгоградский рынок оптово-розничной торговли“, в который завели практически все основные рынки города-героя»…
25 октября 2004 года Избирательная комиссия Волгоградской области отказала Ищенко в регистрации в качестве кандидата на должность главы администрации. Как сообщил председатель облизбиркома Геннадий Шайхуллин, основанием для снятия с предвыборной гонки стали результаты проверки поданных Ищенко в облизбирком документов, которая установила недостоверность указанных сведений. Обнаружилось, что в представленных Ищенко документах фигурировали данные четырёх разных паспортов, кроме того, в заявлении о намерении баллотироваться в губернаторы не было указано, что он мэр Волгограда. За решение отказать Ищенко в регистрации проголосовали 8 из 12 членов комиссии. (Ведомости, 27 октября 2004 г.)
Ищенко увидел в отказе ему в регистрации происки соперников: «Это заказ со стороны моих политических оппонентов, в первую очередь Максюты, но я не исключаю, что и другие мои соперники в этом участвуют». Максюта же заявил, что к решению избиркома никакого отношения не имеет: «Мне административный ресурс в предвыборной борьбе не нужен». (Ведомости, 27 октября 2004)
3 ноября 2004 года подал в отставку с поста заместителя мэра Волгограда Константин Калачёв. Он сказал, что виноват в том, что Ищенко был не допущен к губернаторским выборам: именно он потерял паспорт Ищенко, на который был оформлен ряд поданных в избирком документов. Уходя, Калачёв заявил, что команда мэра требует обновления, так как «многие из его помощников нашли тёплые места в администрации города и успокоились на достигнутом». (Коммерсант, 4 ноября 2004)) (Отставка не была принята. С апреля 2005 года Калачёв — заместитель главы администрации Волгограда, курирующий вопросы информационной политики, взаимодействия с политическими партиями и общественными организациями).
4 ноября 2004 года Волгоградский областной суд принял решение удовлетворить иск Ищенко к областной избирательной комиссии. Суд счёл доводы избиркома незначительными для отказа в регистрации. (Regnum 04.11.2004)
Облизбирком, прокуратура Волгоградской области и депутат Волгоградского горсовета Александр Галда оспорили иск в Верховном Суде РФ.
18 ноября 2004 года Верховный Суд отменил решение областного суда и отстранил Ищенко от участия в выборах, посчитав «существенными те его нарушения, на которые ранее указывал облизбирком». (Коммерсант, 19 ноября 2004).
По словам мэра города и руководителя волгоградского «ЕдРа», это связано с тем, что власти города «допустили ряд ошибок в административно хозяйственной работе и решении кадровых вопросов». Тогда были названы две кандидатуры на должности первого вице-мэра и управляющего делами администрации Волгограда. По договорённости партийцев с мэром города ими должны были стать Сергей Клевцов и Леонид Семергей соответственно. Однако, они так и не были назначены на административные должности. (REGNUM 02.05.2006)
2 мая 2006 года был исключён из ЕР. В заявлении президиума по поводу исключения Ищенко из рядов «Единой России» было сказано: «Мы были готовы делегировать во власть опытных управленцев с тем, чтобы взять под жёсткий контроль рост тарифов и арендной платы, положение дел в жилищно-коммунальном хозяйстве, реализацию национальных проектов, помощь социально незащищённым категориям населения, решение проблем местных предпринимателей и многие другие вопросы, жизненно важные для миллионного города. Наши усилия нашли понимание и поддержку среди волгоградцев, но мэр и его команда отвергли предложенную помощь и проигнорировали уже достигнутые публичные договорённости о кадровых перестановках в администрации. Е.П. Ищенко не считает нужным учитывать мнение „Единой России“ по вопросам управления городом и решения социально-политических проблем». (REGNUM 02.05.2006).
30 мая 2006 года Ищенко был арестован. Прокуратура предъявила мэру обвинение по четырём статьям УК РФ: 256 («незаконная добыча водных животных и растений»), 285 («злоупотребление должностными полномочиями»), 286 («превышение должностных полномочий») и 289 («Незаконное участие в предпринимательской деятельности»). Следствие утверждало, что мэр покровительствовал, с целью получения личной выгоды, фирме ООО «Тамерлан», а также получал прибыль от деятельности волгоградской сети магазинов «Пятёрочка».
23 октября 2006 года Ищенко сложил с себя полномочия мэра, заявив, что не хочет «делать заложниками сложившейся ситуации жителей Волгограда, которые стоят на пороге отопительного сезона». 29 мая 2007 года на заседании Центрального районного суда Волгограда представитель государственного обвинения потребовал приговорить Ищенко к четырём годам лишения свободы с отбыванием наказания в колонии строгого режима.
13 июня 2007 года был приговорён к году лишения свободы за незаконное предпринимательство и хранение боеприпасов, по остальным статьям оправдан. Дело Ищенко вёл следователь Денис Никандров. Адвокатом выступал Павел Астахов, дело впоследствии послужило основой для его романа «Мэр».

### Последующая деятельность
В последующем Евгений Ищенко заявил о своём намерении уйти из политики и уехать из Волгограда, чтобы заняться предпринимательской деятельностью.
В 2011 году вернулся в Волгоград с намерением заняться реконструкцией набережной. Проект реконструкции был разработан по заказу города ещё в бытность Ищенко главой Волгограда.

## Семья
Ищенко женат на Евгении Атт, имеет пятерых детей.
Евгений Петрович Ищенко — дядя и полный тёзка Е. П. Ищенко, с 1997 года — заведующий кафедрой криминалистики Московской государственной юридической академии, депутат Государственной Думы Российской Федерации I созыва, член Центральной избирательной комиссии Российской Федерации в 1994—2003 годах.